# Art culinaire

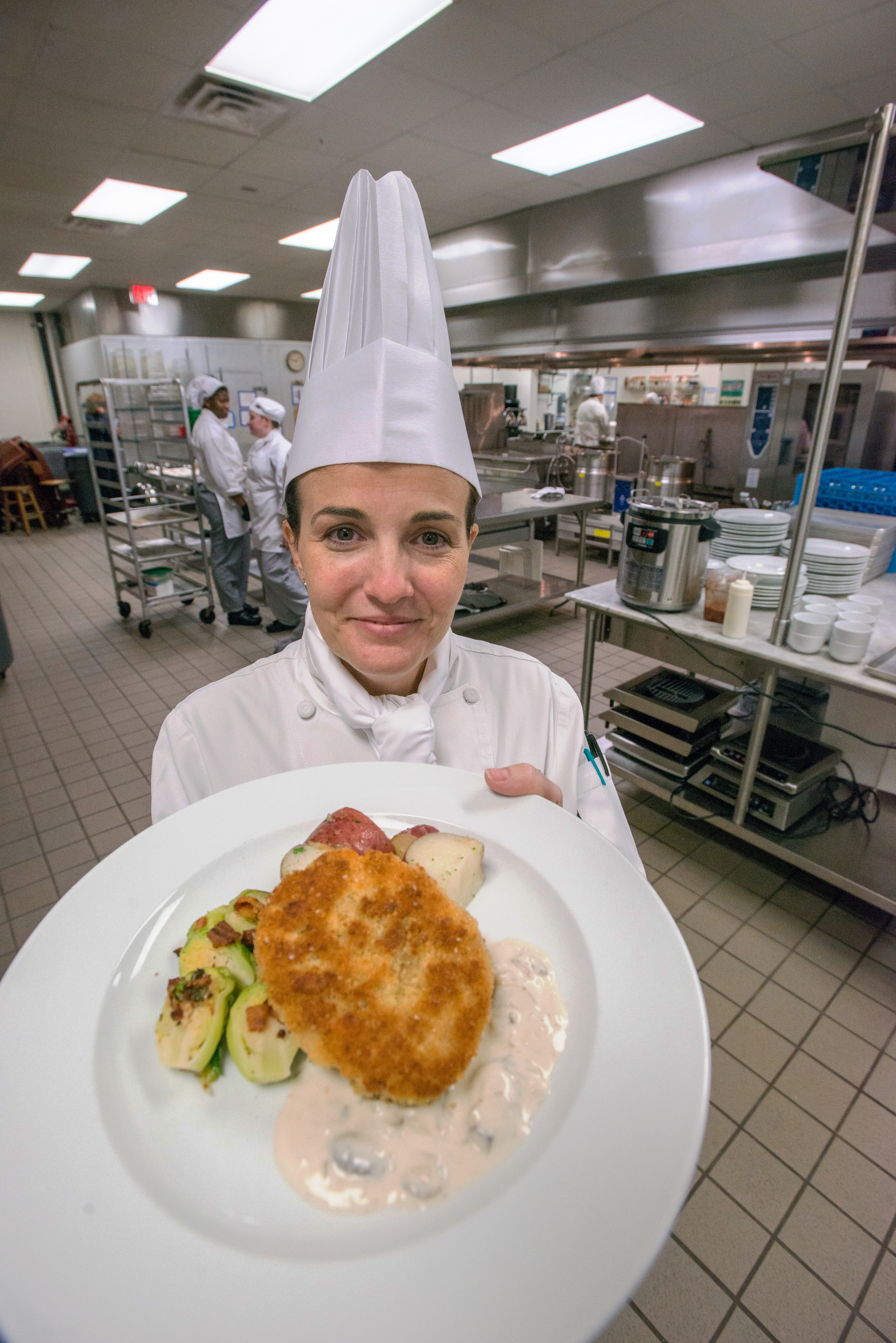
Gwinnett Technical College Culinary Arts Program Director Kerri Crean, détient l'une des entrées de la salle à manger d'aujourd'hui, à Lawrenceville, GA, le jeudi 19 mars 2015. Les étudiants reçoivent une expérience pratique du restaurant en apprenant tous les aspects de la salle à manger sur le campus. Le secrétaire à l'Agriculture, Tom Vilsack, et le secrétaire au Travail, Tom Perez, annoncent demain les récipiendaires de 200 millions de dollars en récompenses compétitives pour financer et évaluer des projets pilotes dans 10 États afin d'aider les participants au programme de nutrition et d'assistance supplémentaires (SNAP) à entrer dans une carrière et à travailler vers l'autosuffisance. La Géorgie est l'un des nombreux autres États qui ont été sélectionnés de manière compétitive pour tester des moyens innovants d'aider les chômeurs ou les sous-employés à quitter les programmes d'aide alimentaire gouvernementaux et à concourir pour des postes sur le marché du travail actuel. Les projets pilotes sont prévus par le Farm Bill de 2014 pour aider les participants à trouver et à conserver un emploi qui mène à l'autosuffisance. Photo de l'USDA par Lance Cheung.

 (novembre 2015).
Si vous disposez d'ouvrages ou d'articles de référence ou si vous connaissez des sites web de qualité traitant du thème abordé ici, merci de compléter l'article en donnant les références utiles à sa vérifiabilité et en les liant à la section « Notes et références ».
L'art culinaire, aussi appelé food design, regroupe, sous forme artistique, les principes appliqués à la cuisine. La présentation, le choix d'aliments particuliers ou bien la sélection de couverts stylisés sont tous des éléments qui définissent l'art culinaire.
Il existe de nombreux mariages possibles entre les saveurs (par ex. : sucré-salé). 
L'art culinaire est présent dans les cuisines du monde entier, mais il est plus fréquemment utilisé dans les restaurants.
Cette pratique est de plus en plus accessible aux gens souhaitant développer leur palais ou bien désirant impressionner leurs convives à partir de mets sortant de l'ordinaire.
L'art culinaire diffère d'un pays à un autre. Dans certains cas même, comme en France, l'art culinaire confère et entretient une forte identité. L'art culinaire, qui remonte à la Préhistoire a beaucoup évolué au fil du temps (voir l'article sur l'histoire de l'art culinaire).